# Ротентурм-ан-дер-Пинка
Ротентурм-ан-дер-Пинка (нем. Rotenturm an der Pinka) — ярмарочная община (нем. Marktgemeinde) в Австрии, в федеральной земле Бургенланд. 
Входит в состав округа Оберварт.  Население составляет 1436 человека (2016 года). Занимает площадь 17 км². Официальный код  —  1 09 21.

## Политическая ситуация
Бургомистр общины — Йозеф Хальпер (СДПА) по результатам выборов 2007 года.
Совет представителей общины (нем. Gemeinderat) состоит из 19 мест.
- СДПА занимает 13 мест.
- АНП занимает 6 мест.